# Ляпушкін Іван Іванович
Ляпушкін Іван Іванович (4 листопада 1902 — 23 вересня 1968) — російський археолог-славіст. Доктор історичних наук (1961).

## Життєпис
Народився в слободі Савруха (нині село Самарської області, РФ). 1930 закінчив історичне відділення Ленінградського педагогічного інституту. Від 1935 навч. в аспірантурі Інституту історії матеріальної культури. Від 1937 і до кінця життя працював у Ленінградському відділенні Інституту археології АН СРСР. У 1940–50-х рр. провів масштабні польові обстеження басейну лівих приток Дніпра, повністю розкопав Новотроїцьке городище, частково Опішнянське городище та Битицьке городище.

## Наукова діяльність
На основі аналізу здобутих археологічних матеріалів дійшов висновку, що в епоху заліза на території Дніпровського лісостепового Лівобережжя безперервної осілості (генетично поєднаних між собою поколінь людей) не було, періоди осілості тут були порушені вторгненнями кочівників. На його думку, в цьому регіоні можна виділити 3 окремих періоди осілості: скіфська епоха 7–3 ст. до н. е. (див. також Скіфи), черняхівська культура 3–4 ст., слов'янська культура 8–9 ст. На території Правобережжя, однак, слов'яни з'явилися дещо раніше, у 6–7 ст., що, як він вважав, було пов'язано з їхнім рухом у Східну Європу із заходу і частково з Подунав'я. У подальшому відстоював тезу про монолітність слов'янської культури 6–7 ст. в Сх. Європі і що саме на основі цієї культури після досягнення нею у 8–9 ст. високого рівня розвитку склалася культура Давньоруської держави. Матеріали Волго-Донської експедиції (1949–51), у складі якої він працював, дали йому підстави висунути гіпотезу, підтверджену нині, про неоднорідність етнічного складу салтівсько-маяцької культури, до неї входили аланські (див. Алани) та болгарські племена.
Помер у Ленінграды (нині м. Санкт-Петербург).